# Biserici de lemn în căței

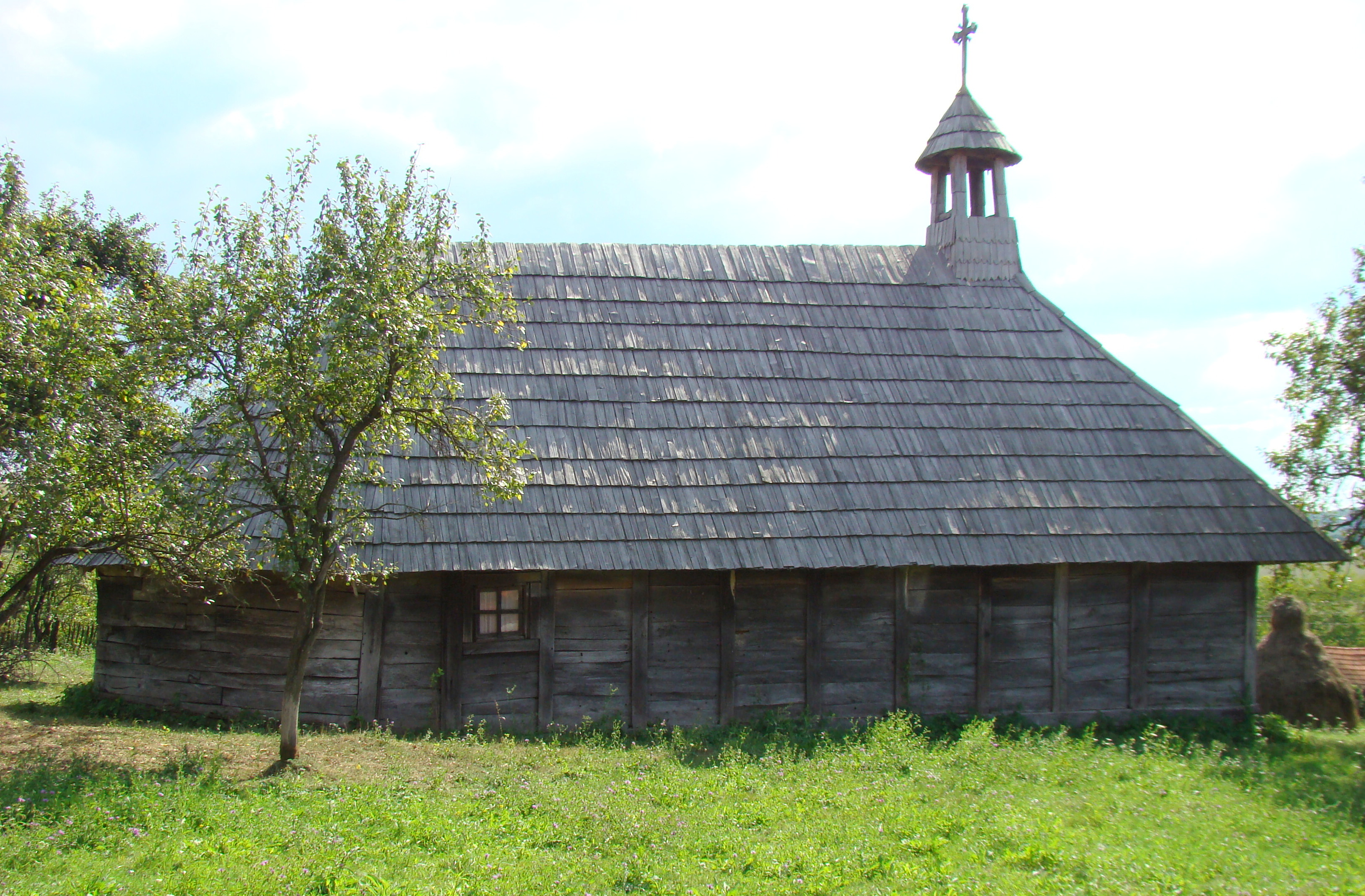
Biserica de lemn din Dragomirești, comuna Știuca, județul Timiș, ridicată în 1754 cu structură în căței, foto: septembrie 2009.

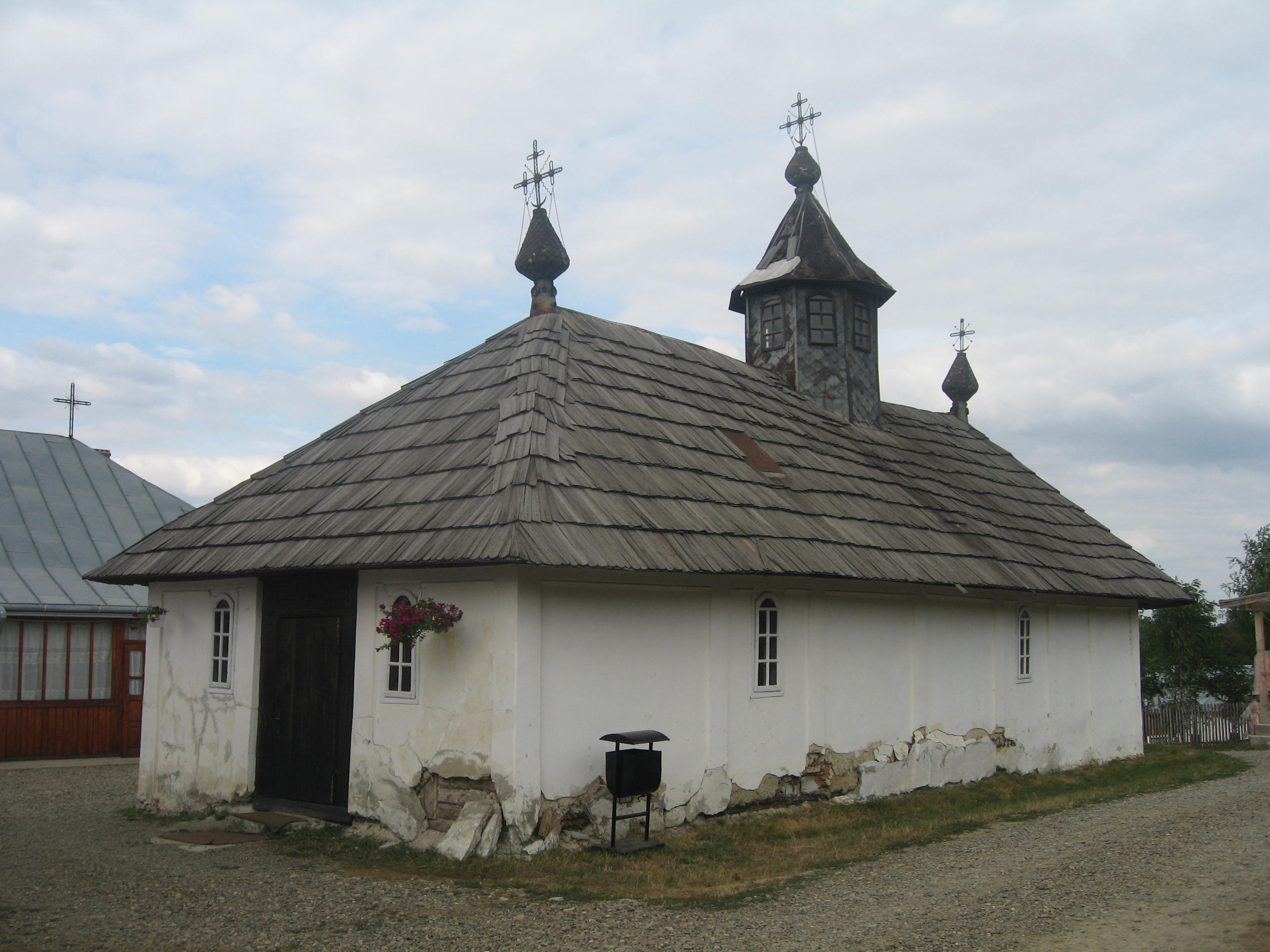
Mănăstirea Zosin, Botoșani: una dintre foarte rarele biserici cu pereți din împletitură de nuiele cunoscute în România și în Europa. Foto: 2009.

Biserica de lemn în căței, parțial cu potici din Buteasa, județul Maramureș, foto: noiembrie 2018.

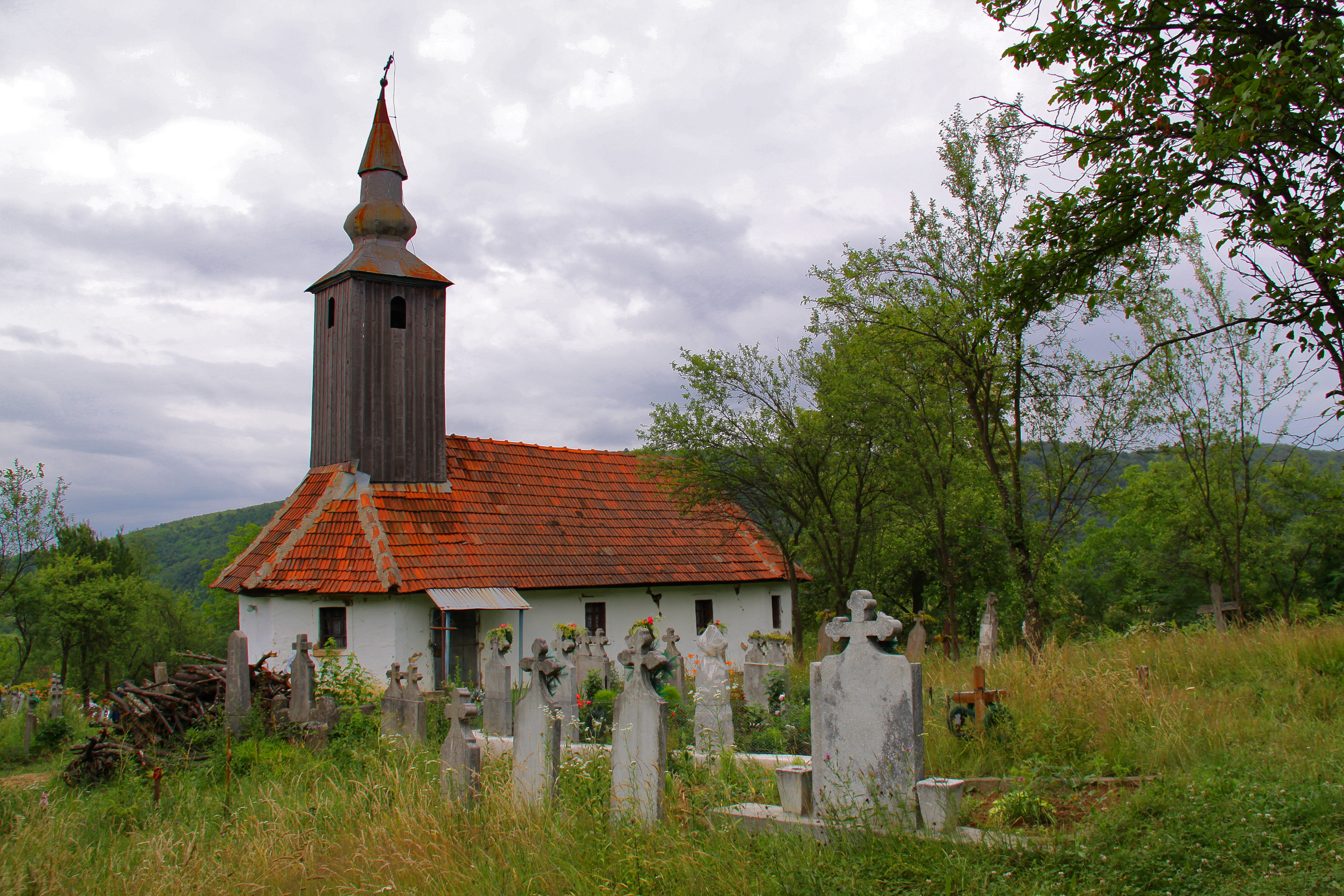
Biserica de lemn din Șoimi, județul Bihor, cu structură în căței și umplutură de lemne rotunde, foto: 2009

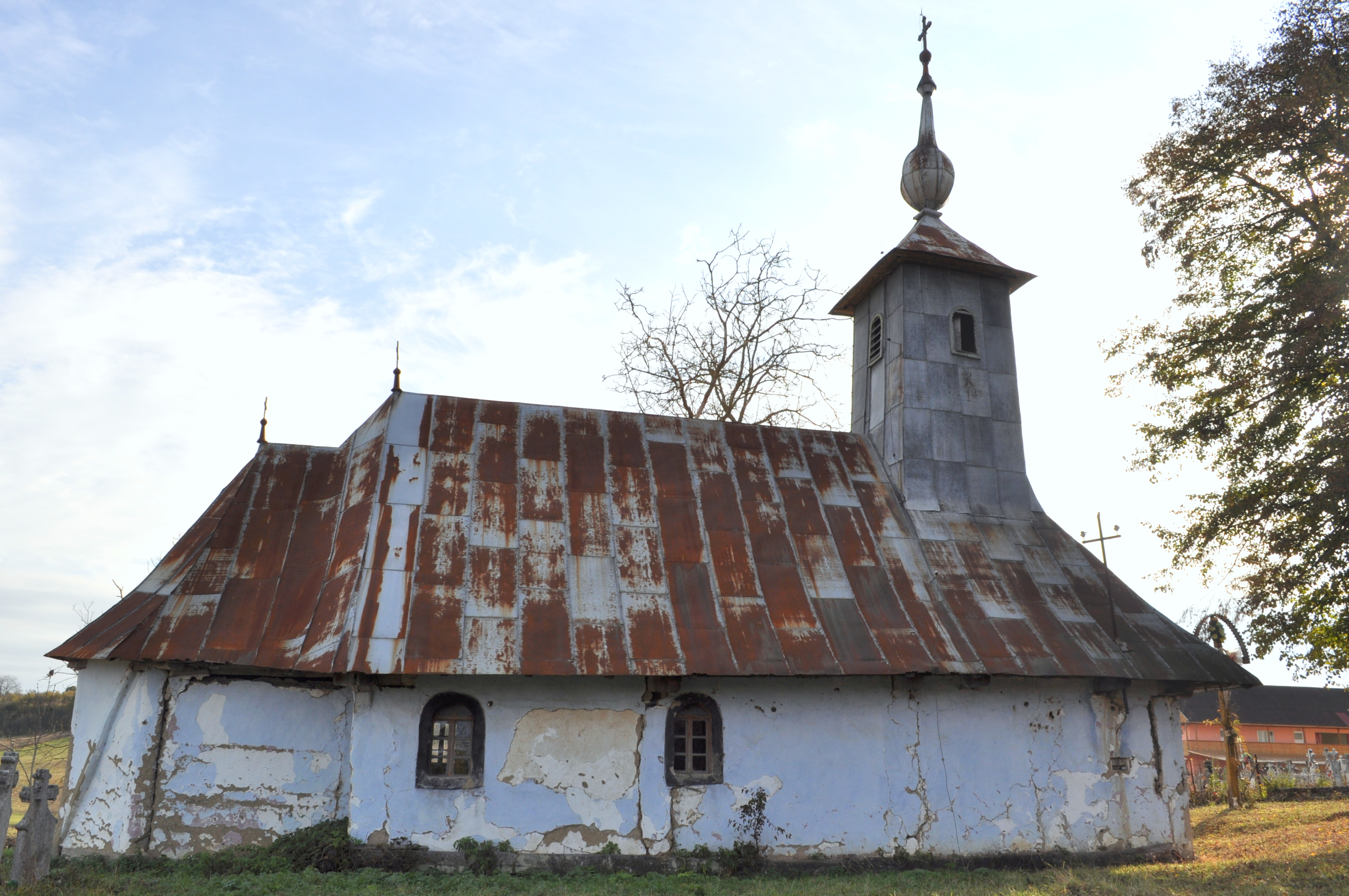
Biserica de lemn cu potici din Săucani, comuna Răbăgani, județul Bihor, foto: octombrie 2011.

Bisericile de lemn în căței, sunt construcții de cult ridicate într-o tehnică arhaică, pe stâlpi, cu umplutură din diferite materiale și în tehnici variate. Biserici de acest fel sunt păstrate înspre zonele de câmpie din Banat, Crișana și Sătmar, în Țara Românească și Moldova. Cele mai vechi biserici de lemn în chei cunoscute pot fi datate din secolul al XVIII-lea. 

## Tehnică
Construcțiile de lemn în căței prezintă avantajul de a fi ridicate rapid, din materiale diverse, la îndemână în zone cu condiții climatice și resurse naturale diferite.  Construcțiile în căței sunt ușor de identificat acolo unde structura pereților este vizibilă. Structura de lemn este o constantă, în care stâlpii sunt prinși jos în tălpi și sus în cosoroabe. Stâlpii ciopliți cu jgheaburi laterale se numesc fie căței, fie șaranți, șoși sau amnare, în funcție de regiune. Structura poate fi întărită cu grinzi orizontale peste stâlpi sau cu contrafișe, numite paiante. Materialul de umplutură diferă de la zonă la zonă. Uneori sunt folosite lemnele fasonate, scurte, prinse în jgheaburi făcute în stâlpi (uluci) prin capetele subțiri (lambe). O astfel de biserică se poate vedea la Dragomirești, Timiș. La unele construcții lemnele sunt tăiate la grosimea unor poște de 4-7 cm, introduse la capete pe toată grosimea lor direct în jgheaburi. O astfel de biserică se găsea până la sfârșitul secolului 19 în Rus, Sălaj. Alteori lemnele sunt doar crepate în două și introduse între stâlpi cu fața plană spre interior, acestea se numesc în Crișana, Sălaj, Sătmar: potici. O biserică de lemn în căței, cu potici, se poate vedea la Buteasa, Maramureș. În alte cazuri lemnele de umplututră sunt lăsate rotunde, ca la biserica din Șoimi, Bihor, sau la Margina, Timiș, înainte de schimbarea tehnicii pereților, în urma unei renovări păguboase. În Moldova se păstrează câteva biserici de lemn cu umplutura de gard de nuiele. Și aici este nevoie de un strat de pământ izolator, care apoi este văruit, dând impresia unei construcții de zid. Bisericile din nuiele au fost în vremurile de demult printre cele mai răspândite în țara noastră. Rar, se mai folosește văiugă sau cărămidă ca material de umplutură, așa cum se putea vedea la biserica din Grânari, Brașov.